# Naib
El nàïb o naib (en àrab نائب nāʾib, pl. نواب nuwwāb, literalment 'substitut' o 'delegat') fou un càrrec que va existir en diverses administracions islàmiques.
Apareix entre els sultans de Delhi per designar als seus enviats (nàïb as-sàltana), o alguns governadors provincials, per primer cop sota Muïzz-ad-Din Bahram-Xah (1240-1242). El càrrec era diferent del de wazir (visir) però de vegades el nàïb, quan era poderós (com Malik Kafur) tendia a exercir funcions del wazir i disminuir les seves competències.
Entre el mamelucs d'Egipte el principal nàïb as-sàltana era el vice-sultà, i administrava territoris i afers de govern en nom del sultà (no necessàriament en la seva absència sinó quan se li encarregava); era diferent del nàïb al-ghayba, que era el governador temporal del Caire o de Damasc en absència del sultà. Els governadors de les províncies sirianes (Damasc, Alep, Trípoli, Hamat, Safad i al-Karak, inicialment) estaven governades cadascuna per un nàïb as-sàltana que no era vice-sultà, i que tenia rang d'amir de mil, sent el de Damasc de rang preferent sobre els altres. Més tard també Egipte es va dividir en tres províncies (Alexandria, El Caire i Said o Alt Egipte) cadascuna amb una nàïb as-sàltana. El nom també es va donar als governadors de les fortaleses del Caire, Damasc, Alep i alguna altre que no estaven sota govern directe del governador provincial, però el seu rang d'amir era més baix.
A Turquia i Pèrsia el nàïb era el substitut o delegat d'un jutge. El governant de Massawa, entre el segle xvi i la conquesta italiana, es titulava nàïb (delegat del califa i sultà otomà). Al Caucas, els caps locals de la resistència contra els russos lleials als imams, s'anomenaven nàïbs.
Modernament (després del 1830) en àrab es dona el nom de nàïb als diputats (i an-nàïb al-umumí al president de la cambra); a l'exèrcit el nàïb equival al sergent.